# 舒德干
舒德干（1946年2月—），中国进化古生物学家，西北大学地質系及中國地質大學（北京）教授，西北大學早期生命研究所所長，中国科学院院士。

## 生平
1946年出生于湖南湘潭。籍贯湖北鄂州。1964年，毕业于湖北省黄冈中学。 1970年毕业于北京大学地质地理系，1981年获西北大学硕士学位，1987年于中国地质大学（北京）获博士学位。2011年当选为中国科学院院士。
1999年，舒德干院士在云南澄江化石地发现了鳳姣昆明魚（學名：Myllokunmingia fengjiaoa）和海口魚属(Haikouichthys)两种脊椎动物的化石，颠覆了传统观念寒武纪时期没有脊椎动物。昆明鱼独特的三分体结构代表了它是世界上最古老的脊椎动物。舒德干关于昆明鱼的研究成果入选了1999年中国十大科技进展。舒德干关于这一发现的论文发表在《自然》杂志(Nature)上。2004年，舒德干教授等人的研究成果“澄江动物群与寒武纪大爆发”荣获2004年“中国高校十大科技进展”。

## 荣誉
- 1999年，舒德干的研究成果被中国科学院和中国工程院的院士投票评为该年的中国十大科技进展，被中国科技部评为中国基础研究十大新闻，被中国教育部评为中国高校十大科技进展。
- 2002年1月24日的《科学时报》，被中国科技部评为2001年中国基础研究十大新闻，被中国教育部评为中国高校十大科技进展。
- 2011年12月9日，当选中国科学院院士。
- 2013年12月，被聘为《Acta Geologica Sinica》主编。

1999年至今日本蒲郡市《生命之海科学馆》名誉馆长。
2024年，中國發現的新放射齒目物種，其中物種之屬名以他的名字命名；稱作舒氏蝦屬（Shucaris）。